# Carlos A. Schwartz
Carlos A. Schwartz (1942, Santa Cruz de Tenerife) es un arquitecto y fotógrafo español.

## Biografía
Terminó sus estudios de arquitectura en Barcelona en el año 1968. A partir de 1976 ha presentado sus trabajos fotográficos en diversas muestras individuales y colectivas. Entre ellas pueden señalarse Madre naturaleza (Madrid 1978), Observaciones de mi mundo, Paisajes y Retrato de La Habana (I, II y IV Bienales Internacionales Fotonoviembre, Tenerife), 259 imágenes: Fotografía actual en España (Madrid 1983, Atenas y La Habana 1984), 10 fotógrafos canarios (Las Palmas de Gran Canaria 1986), 15 nuevos fotógrafos (Sevilla 1987), La reinvención fotográfica de la naturaleza (Tenerife y Barcelona 1987), Cuatro direcciones: Fotografía contemporánea en España (Madrid 1991), Paisages de l´apparence (Reims 1994), Columbus-Tenerife (Arlés 1995), La experiencia de los límites (Portugal 1998), Aires: luz y sombra de Las Palmas de Gran Canaria (Las Palmas 1999 y Lanzarote 2000),  Arquitectura Terminal (Lanzarote 2000), La generación de los 70: Imágenes de una época (Tenerife 2001), Paisajes de agua (Barcelona 2001), Derroteros de la fotografía en Canarias (Tenerife 2002), Retratos/Arquitecturas (VII Bienal Fotonoviembre, Tenerife 2003) y Paisaje y Memoria (Las Palmas 2004).

## Obra publicada

### Libros
- Fuerteventura: Itinerarios (1995)
- Solo el mar (2000)
- Lanzarote: Itinerarios (2001)
- Libro del Sur (2004)
- Retratos del tiempo (2004)